# Ernobius abietis
Ernobius abietis är en skalbaggsart som först beskrevs av Fabricius 1792.  Ernobius abietis ingår i släktet Ernobius, och familjen trägnagare. Arten är reproducerande i Sverige.

## Bildgalleri

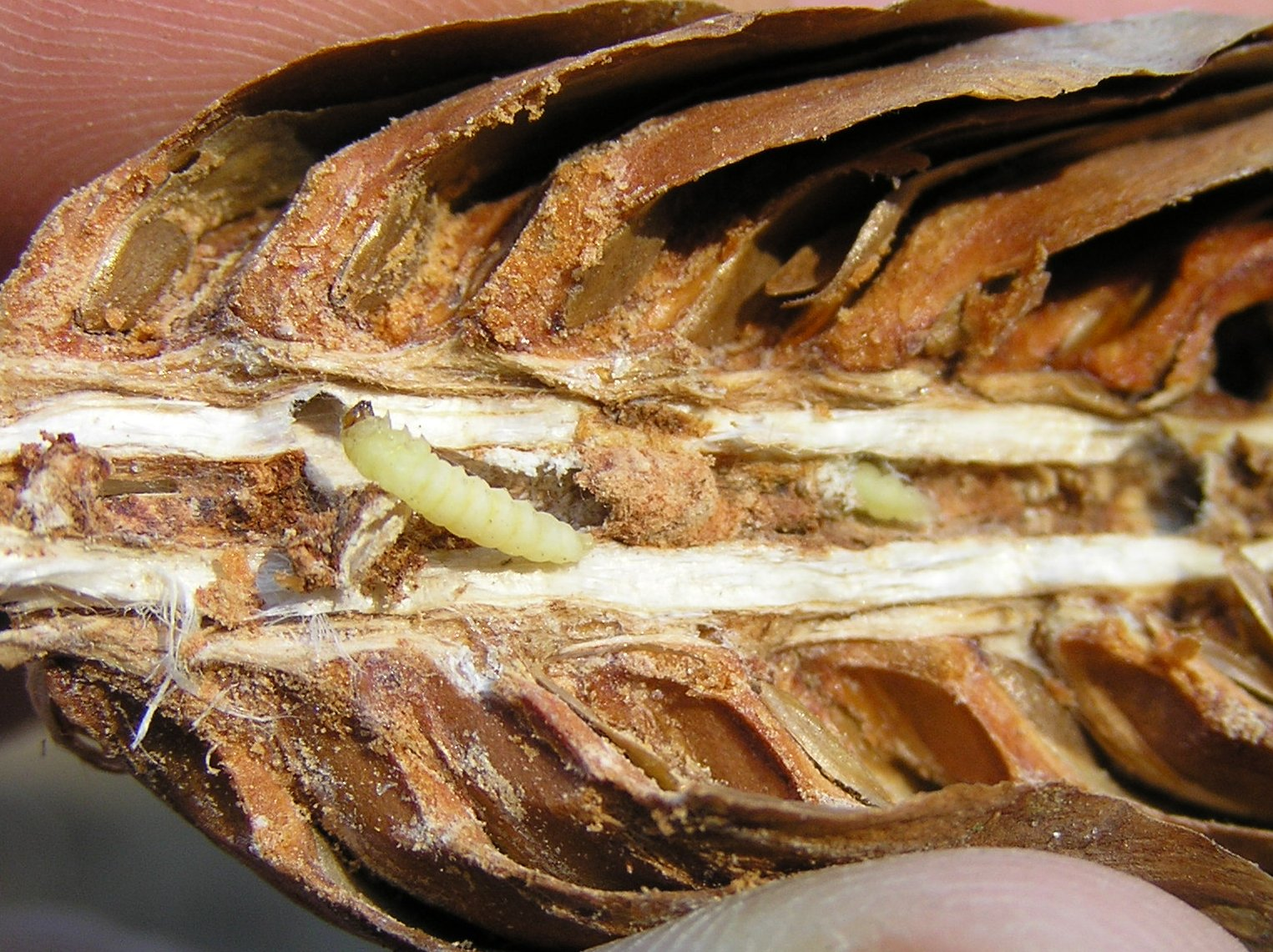